# William Forsythe (acteur)
Pour les articles homonymes, voir William Forsythe et Forsythe.

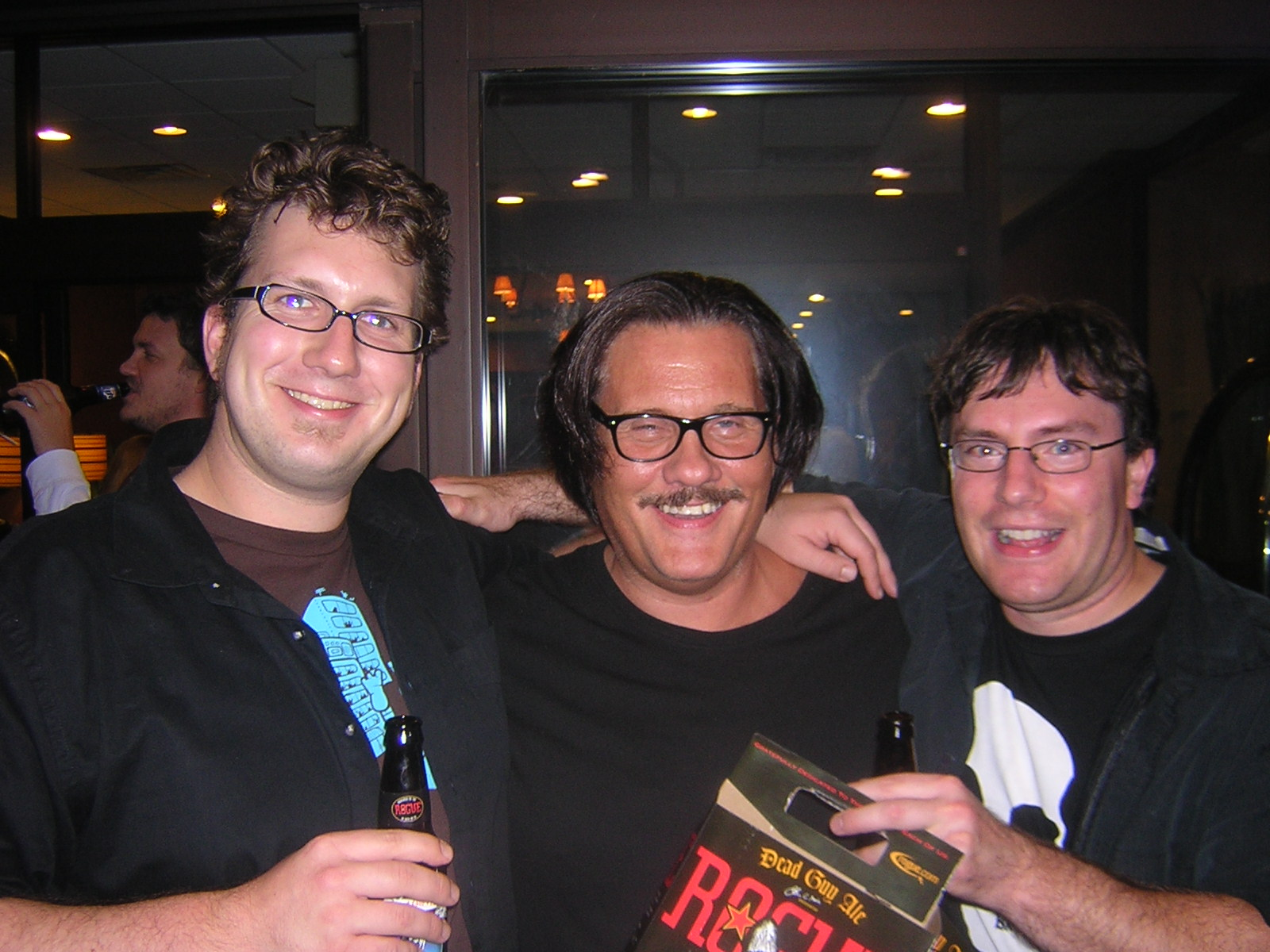

William Forsythe est un acteur américain né le 7 juin 1955 à Brooklyn (New York).
Au cinéma, il a joué dans Il était une fois en Amérique, Arizona Junior, Dick Tracy, Justice sauvage, Programmé pour tuer, Rock, Le Chacal, The Devil's Rejects, 88 Minutes, Halloween et Sang froid.
A la télévision, il a fait des apparitions dans les séries : Mentalist, Boardwalk Empire, Hawaii Five-O et Daredevil. Et il joue le rôle de J. Edgar Hoover dans la série Le Maître du Haut Château.

## Biographie
William Forsythe est né et a grandi à Brooklyn, New York, plus précisément dans le quartier de Bedford–Stuyvesant. Ses parents sont Billy Gene Forsythe (1932–2010) et Anita Elena Castellano (1938–), d'origine italienne.  

## Filmographie

### Cinéma
- 1978 : Long Shot de Maurice Hatton : Bille
- 1981 : Les Diables de la route (King of the Mountain) de Noel Nosseck : Big Tom
- 1981 : Smokey Bites the Dust de Charles B. Griffith : Kenny
- 1983 : The Man Who Wasn't There de Bruce Malmuth : Pug Face Crusher
- 1984 : Jouer c'est tuer (Cloak & Dagger) de Richard Franklin : Morris
- 1984 : Il était une fois en Amérique (Once Upon a Time in America) de Sergio Leone : Philip "Cockeye" Stein
- 1985 : Le Bateau phare (The Lightship) de Jerzy Skolimowski : Gene
- 1985 : L'Aube sauvage (Savage Dawn) de Simon Nuchtern : Pigiron (inédit au cinéma en France, distribué pour le marché locatif par Delta Video)[1]
- 1987 : Extrême Préjudice (Extreme Prejudice) de Walter Hill : Buck Atwater
- 1987 : Arizona Junior (Raising Arizona) de Joel et Ethan Coen : Evelle Snoats
- 1987 : Weeds de John D. Hancock : Burt the Booster
- 1988 : Patty Hearst  de Paul Schrader : Teko
- 1989 : Dead Bang de John Frankenheimer : l'agent spécial du FBI Arthur Kressler
- 1989 : Les Eaux printanières (Acque di primavera) de Jerzy Skolimowski : le prince Ippolito Polozov
- 1989 : Sons d'Alexandre Rockwell : Mikey
- 1990 : Dick Tracy de Warren Beatty : "Tête Plate" ("Flattop" en V.O.)
- 1991 : Justice sauvage (Out for Justice) de John Flynn : Richie Madano
- 1991 : Une place à prendre (Career Opportunities) de Bryan Gordon : le gardien du supermarché
- 1991 : Stone Cold de Craig R. Baxley : Ice
- 1992 : The Waterdance de Neal Jimenez et Michael Steinberg : Bloss
- 1992 : Sans rémission (American Me) d'Edward James Olmos : J.D.
- 1992 : Un Flingue pour Betty Lou (The Gun in Betty Lou's Handbag)  d'Allan Moyle : William "Billy" Beaudeen
- 1993 : Le Mutilateur : Relentless 3 - Tueur dans l'âme (Relentless 3) de James Lemmo (en) : Walter Hilderman
- 1994 : Direct Hit (en) de Joseph Merhi : John Hatch
- 1995 : Immortals (The Immortals) de Brian Grant: Tim James
- 1995 : Dernières Heures à Denver (Things to Do in Denver When You're Dead) de Gary Fleder : Francis "Big Bear Franchise" Chiser
- 1995 : Beyond Desire de Dominique Othenin-Girard : Ray Patterson
- 1995 : Programmé pour tuer (Virtuosity) de Brett Leonard : William Cochran
- 1995 : Palookaville d'Alan Taylor : Sid Dunleavy
- 1996 : The Substitute de Robert Mandel : Hollan
- 1996 : Rock (The Rock) de Michael Bay : l'agent spécial du FBI Ernest Paxton
- 1996 : For Which He Stands de Nelson McCormick : Johnny Rochetti
- 1997 : Rule of Three de Fred Calvert : Mitch
- 1997 : Big City Blues de Clive Fleury : Hudson
- 1997 : Le Chacal (The Jackal) de Michael Caton-Jones: le policier dans la gare
- 1998 : Urban Jungle (Hell's Kitchen) de Tony Cinciripini : Lou Reilly
- 1998 : Tempête de feu (Firestorm) de Dean Semler :  Randall Alexander Shaye
- 1998 : Le Passager (The Pass) de Kurt Voss : Charles Duprey
- 1998 : Embuscade (Ambush) d'Ernest R. Dickerson : Mike Organski
- 1998 : Soundman de Steven Ho : Frank Rosenfeld
- 1999 : Raw Your Boat de Sollace Mitchell : Gil Meadows
- 1999 : À contre-courant (The Last Marshal) de Mike Kirton : DeClerc
- 1999 : Four Days de Curtis Wehrfritz : Milt
- 1999 : Deuce Bigalow : Gigolo à tout prix (Deuce Bigalow: Male Gigolo) de Mike Mitchell : l'inspecteur Chuck Fowler
- 1999 : Flic de haut vol (Blue Streak) de Les Mayfield : l'inspecteur Hardcastle
- 1999 : Paradise Lost de Herb Freed  : Mike Stark
- 2000 : Coup de maître (Luck of the Draw) de Luca Bercovici (en) : Max Fenton
- 2000 : Civility de Caesar Cavaricci : Andrew LeBretian
- 2000 : G-Men from Hell de Christopher Coppola : Dean Crept
- 2001 : Hitman's journal (18 Shades of Dust) de Danny Aiello III : Tommy Cucci
- 2001 : Camouflage (Camouflage) de James Keach : le shérif Alton Owens
- 2001 : Blue Hill Avenue de Craig Ross Jr. : l'inspecteur Torrance
- 2002 : Zone violente (Coastlines) : Fred Vance
- 2002 : Sale Fric ou Hard Cash (titre utilisé en France) (Run for the Money) : Bo Young
- 2002 : Père et Flic : Spyder
- 2005 : The Devil's Rejects : shérif John Quincy Wydell
- 2006 : 88 Minutes : agent spécial Frank Parks
- 2007 : Southern Gothic : Pitt
- 2007 : Fanatique : Willy
- 2007 : Halloween : Ronnie White
- 2010 : The Rig
- 2010 : Dear Mr. Gacy : John Wayne Gacy
- 2011 : L.A., I Hate You d'Yvan Gauthier
- 2019 : Sang froid (Cold Pursuit) de Hans Petter Moland :Brock « Iceman » Darman (Coxman en VO)
- 2021 : Ida Red (en) de John Swab : Lawrence Twilley

### Télévision
- 1992 : Extrême Jalousie (Willing to Kill: The Texas Cheerleader Story) (TV) : Terry
- 1993 : Le Retour des Incorruptibles (The Untouchables) (TV) : Al Capone
- 1996 : Gotti (TV) : Sammy Gravano
- 1998 : Un dollar pour un mort (Dollar for the Dead) (TV) : Dooley
- 2002 : John Doe (TV) : Digger
- 2005 : Sharkman (Hammerhead: Shark Frenzy) (TV) : Tom Reed
- 2007 : Les Maîtres de l'horreur (Masters of Horror) : Buster (saison 2, épisode 10)
- 2007 : Vol 732 : Terreur en plein ciel (Final Approach) (TV) : Silas Jansen
- 2011 : Saison 3 de Mentalist (Épisode 21) : Steven Robert Rigsby
- 2011 : Boardwalk Empire : Manny Horvitz
- 2015 : Hawaii Five-O saison 5 (épisode 10) : Harry Brown
- 2016 : Daredevil saison 2 (épisode 9) : Dutton
- 2019 : Magnum saison 2 (épisode 6 et 9) : Harry Brown
- 2018-2019 : Le Maître du Haut Château saison 3 et 4: J. Edgar Hoover

°  2019 Wake up de Aleksandr Chemyaev = sheriff Roger Bower

## Voix françaises
- Michel Vigné dans :
  - Une place à prendre
  - Dernières Heures à Denver
  - Rock
  - The Devil's Rejects
  - La Couleur du crime
  - 88 Minutes

- Philippe Vincent dans :
  - John Doe (série télévisée)
  - Vol 732 : Terreur en plein ciel (téléfilm)
  - Sang froid

- Richard Darbois dans :
  - Il était une fois en Amérique (1er doublage)
  - Tempête de feu

Et aussi
- Boris Rehlinger dans Il était une fois en Amérique (2e doublage)
- Richard Leblond (*1944 - 2018) dans Extrême Préjudice
- Marc Alfos (*1956 - 2012) dans Patty Hearst
- Marc de Georgi (*1931 - 2003) dans Dead Bang
- Georges Berthomieu (*1933 - 2005) dans Dick Tracy
- Luc Florian (*1951 - 2023) dans Justice sauvage
- Hervé Bellon dans Sans rémission
- Patrick Floersheim (*1944 - 2016) dans Le Retour des Incorruptibles (série télévisée)
- Bernard-Pierre Donnadieu (*1949 - 2010) dans Programmé pour tuer
- Pascal Renwick (*1954 - 2006) dans The Substitute
- Éric Herson-Macarel dans Gotti
- Mike Marshall (*1944 - 2005) dans Flic de haut vol
- Philippe Ogouz (*1939 - 2019) dans Méthode Zoé (série télévisée)
- Patrick Bonnel dans Halloween
- Paul Borne dans Boardwalk Empire (série télévisée)
- Nicolas Justamon dans Chicago Justice (série télévisée)